# 요용분

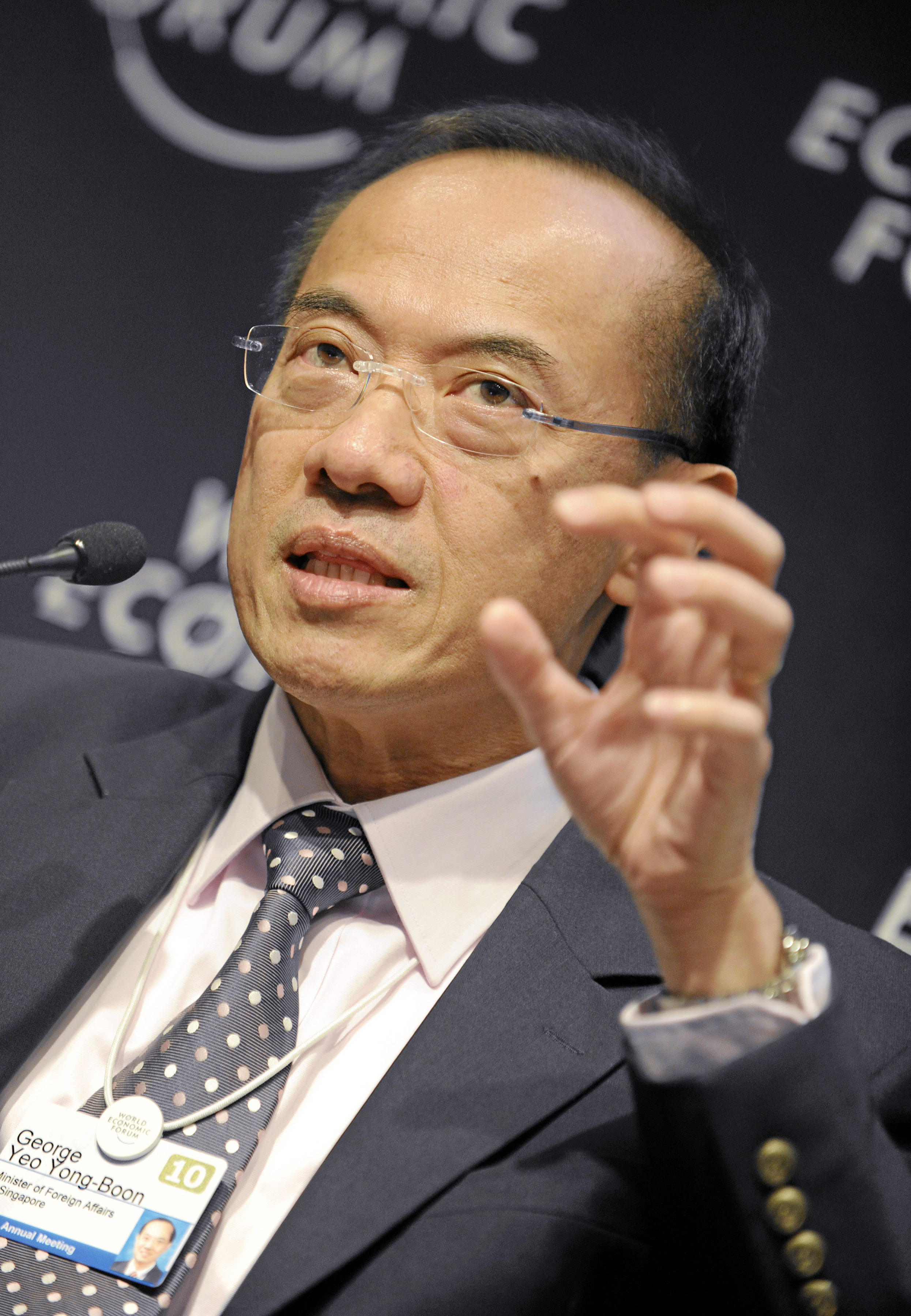

요용분(중국어: 杨荣文, 1954년 9월 13일 ~ ) 또는 조지 요(영어: George Yeo)는 싱가포르의 경영인, 전 정치인으로 현재 케리 물류 네트워크의 대표 겸 전무이다. 날란다 대학교의 총장을 지내기도 했으며, 그 전에는 대학 운영위원회의 일원으로 활동하기도 했다.
그는 인민행동당(PAP) 소속으로 1988년부터 2011년까지 알주니드 집단선거구의 국회의원을 지냈으나, 2011년 총선에서 자신의 조가 로우티아키앙 노동당 사무총장 조에 밀려 낙선한 이후 정계를 은퇴했다. 정치인 시절에는 정보예술부(1990-1999), 보건부(1994-1997), 무역산업부(1999-2004), 외무부(2004-2011) 장관을 지냈다. 2011년 대선에는 출마하지 않았다.
정계 입문 전에는 싱가포르군 준장으로 활동했으며, 1985년부터 1986년까지 군 참모총장, 1986년부터 1988년까지 국방부 공동작전계획부장을 지냈다.